# SP-350

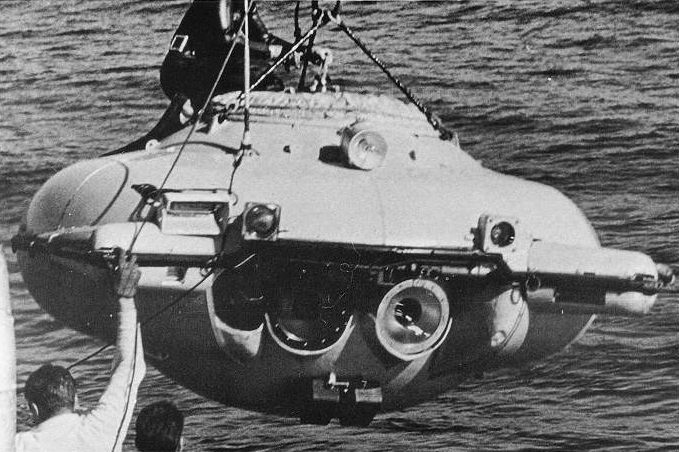
SP-350 Denise

SP-350 Denise sau „farfuria scufundătoare” este un minisubmarin conceput de Jacques-Yves Cousteau în anul 1959 cu ajutorul inginerilor Jean Mollard și André Laban. A fost botezată Denise după numele soției lui Jean Mollard. Este un vehicul subacvatic proiectat pentru a găzdui doi oameni, capabil să exploreze adâncimi de până la 300 de metri. A fost instalat la bordul navei Calypso, de unde a efectuat mai mult de 1050 de scufundări majoritatea pilotate de către Albert Falco. Prima scufundare a vut loc la 21 iulie 1959 în portul Marsilia. 
SP-300 este propulsat cu ajutorul unui sistem original inventat de Cousteau ce constă din niște turbine cu jet de apă cu debit reglabil acționate de motoare electrice, care îi permit să se deplaseze în toate direcțiile și de a se roti în jurul axei sale verticale. Înclinarea longitudinală sau în față și spate este realizată cu un lest din mercur deplasabil cu ajutorul unei pompe. Este dotat cu lămpi electrice pentru scufundări de noapte și de a oferi lumină pentru fotografierea în condiții de funcționare la adâncime. Un braț manipulator acționat electric este instalat în partea din față, pentru a lua obiecte și probe submarine.
Coca este de formă aproape circulară în plan orizontal și fabricată din oțel. Poate rezista la o presiune mai mare de 90 kg/cm2, echivalentă cu o adâncime de 900 de metri, deși din motive de siguranță nu a depășit niciodată 300 de metri. Lansarea și recuperarea sunt efectuate de o macara instalată pe Calypso.
Denise are două minisubmarine surori SP-500, capabile să coboare la adâncimea de 500 de metri.

## Detalii tehnice
- lungime: 3 m
- înălțime: 1,46 m
- diametrul interior este de 2 m
- grosime oțel: 19 mm
- două iublouri de130 mm diametru oferind un unghi de vizualizare de 900
- cei doi ocupanți stau în poziție orizontală, fiecare cu un hublou în fața lor
- regulator de oxigen pentru a menține presiunea atmosferică normală
- 2 telefoane pentru comunicații cu suprafața
- echipament de fotografiere și filmare subacvatică cu lămpi de 2 kw
- profundimetru pentru măsurarea adâncimii
- greutate: 3,500 kg
- motor electric de 2 CP
- autonomie: 4 ore și 6 km distanță
- autonomie respiratorie de 24 ore pentru 2 persoane
- 2 proiectoare
- sursă de alimentare: acumulatori cu plumb
- lest detașabil rapid de 25 kg fiecare